# Bonneauville
Bonneauville és una població dels Estats Units a l'estat de Pennsilvània. Segons el cens del 2000 tenia 1.378 habitants.

## Demografia
Segons el cens del 2000, Bonneauville tenia 1.378 habitants, 494 habitatges, i 383 famílies. La densitat de població era de 537,4 habitants per quilòmetre quadrat.
Dels 494 habitatges en un 40,3% hi vivien nens de menys de 18 anys, en un 61,7% hi vivien parelles casades, en un 12,3% dones solteres, i en un 22,3% no eren unitats familiars. En el 17,4% dels habitatges hi vivien persones soles el 5,7% de les quals corresponia a persones de 65 anys o més que vivien soles. El nombre mitjà de persones vivint en cada habitatge era de 2,79 i el nombre mitjà de persones que vivien en cada família era de 3,13.
Per edats la població es repartia de la següent manera: un 29,3% tenia menys de 18 anys, un 8,3% entre 18 i 24, un 32,7% entre 25 i 44, un 20,2% de 45 a 60 i un 9,6% 65 anys o més.
L'edat mediana era de 33 anys. Per cada 100 dones de 18 o més anys hi havia 89,5 homes.
La renda mediana per habitatge era de 40.221 $ i la renda mediana per família de 42.955 $. Els homes tenien una renda mediana de 31.350 $ mentre que les dones 20.804 $. La renda per capita de la població era de 15.720 $. Entorn del 9,5% de les famílies i el 13% de la població estaven per davall del llindar de pobresa.

## Poblacions properes
El següent diagrama mostra les poblacions properes.